# Stigmatomma mulanae
Stigmatomma mulanae es una especie de hormiga del género Stigmatomma, familia Formicidae. Fue descrita científicamente por Xu en 2000.
Se distribuye por China. Se ha encontrado a elevaciones de hasta 900 metros. Vive en el bosque tropical.